# Climacodon
Climacodon is een geslacht van schimmels behorend tot de familie Meruliaceae. De typesoort is Climacodon septentrionalis.

## Soorten
Volgens Index Fungorum telt het geslacht zes soorten (peildatum oktober 2023):
| Soortnaam                  | Auteur(s)                    | Publicatiejaar |
| -------------------------- | ---------------------------- | -------------- |
| Climacodon chlamydocystis  | Maas Geest.                  | 1971           |
| Climacodon dubitativus     | (Lloyd) Ryvarden             | 1992           |
| Climacodon javanicus       | (Pat.) Decock & Ryvarden     | 2021           |
| Climacodon pulcherrimus    | (Berk. & M.A. Curtis) Nikol. | 1961           |
| Climacodon sanguineus      | (Beeli) Maas Geest.          | 1971           |
| Climacodon septentrionalis | (Fr.) P. Karst.              | 1881           |